# Belize barriererev
Belize barrierev er det længste barriererevssystem på den nordlige halvkugle. Charles Darwin beskrev i 1842 korallrevet som "det mest bemærkelsesværdige rev i Vestindien".
Barriererevet har siden 1996 været på UNESCOs verdensarvsliste.

## Geografi
Revet ligger ca. 300 meter ud for kysten i nord og til ca. 40 km ud for Belizes sydlige kyst. Barriererevet udgør en 300 km lang strækning af det 900 km lange Mesoamerikanske barriererevssystem, som fortsætter fra Cancún indtil nordøstlige spids af Yucatanhalvøen forbi Riviera Maya op til Honduras hvilket gør dette koralrev til et af de største i verden efter Great Barrier Reef i Australien og efter Ny Kaledoniens barriererev.

## Betydning
Belize barriererev er Belizes største turistattraktion og anvendes til bl.a. sportsdykning og snorkling.
De mange fisk, der lever i revet, gør Belizes barriererev til en vigtig fødevareresource for landets befolkning. Over halvdelen af befolkningen er økonomisk afhængig af revet.

## Trusler
I periode 2009-2018 var revet af UNESCO klassificeret som umiddelbart truet som følge af olieboringer i og omkring det. I 2017 forbød Belizes regering alle sådanne boringer, hvilket gjorde, at UNESCO fjernede denne klassifikation igen.
Der er dog flere trusler mod revet i forbindelse med de globale klimaforandringer. Korallerne er meget følsomme over for stigende havtemperaturer, og med havenes stigning følger også mindre sollys til korallerne, hvilket de ligeledes har det svært med. Endelig sker der en forsuring af havet som følge af den øgede mængde kuldioxid i atmosfæren. Disse forhold vil korallerne normalt kunne tilpasse sig ti, men fordi forandringerne sker så hurtigt, er dette vanskeligt, hvilket nedbryder revet.
Endelig er de enorme mængder af plastik, der har hobet sig op i verdenshavene, også et problem for koralrev. Plasten har vist sig at medbringe bakterier, der ligeledes nedbryder korallerne.